# Michel de Marillac

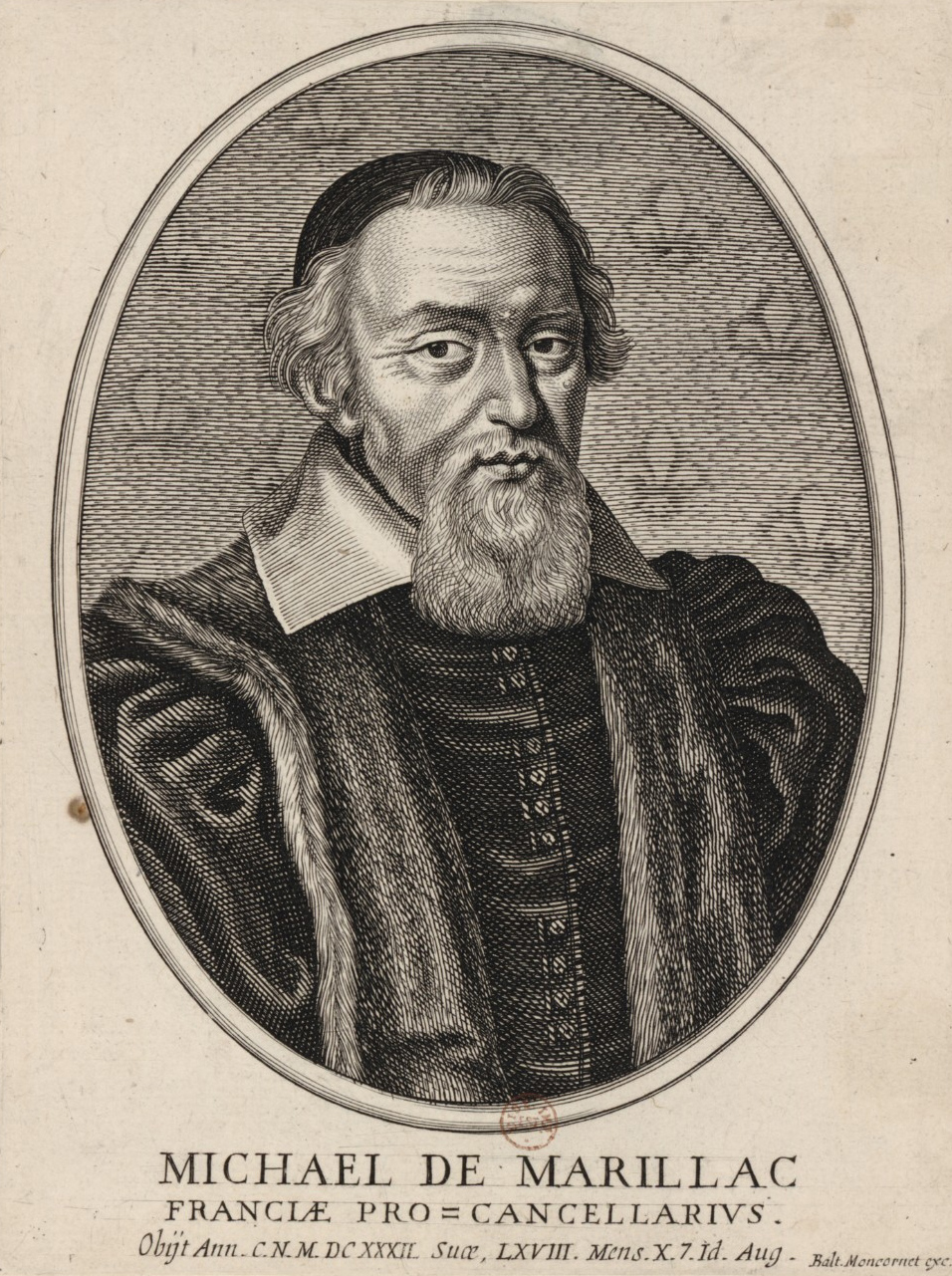
Michel de Marillac, Porträt eines unbekannten Künstlers aus dem 17. Jahrhundert

Michel de Marillac (* 28. August 1560 in Paris; † 7. August 1632 in Châteaudun) war ein bedeutender Staatsmann im Frankreich des Ancien Régime. Er prägte die Politik der französischen Krone unter Ludwig XIII. in verschiedenen Funktionen maßgeblich mit. Religionspolitisch engagierte Marillac sich als entschiedener Katholik in der sogenannten Liga. Er war der Onkel von Louise de Marillac, die 1934 von der katholischen Kirche heiliggesprochen wurde.

## Kindheit und Jugend
Marillac stammte aus einer bedeutenden Familie der Hochauvergne. Weil seine Eltern früh verstarben, wurde er bereits im Alter von zehn Jahren Waise. Zur Schule ging Marillac in Paris. Er zeichnete sich bald durch die Kenntnis verschiedener Sprachen aus. Hierzu gehörten neben Italienisch und Spanisch auch Latein und Altgriechisch.

## Politisches Wirken
Marillac wurde bereits 1586 Mitglied des Parlement de Paris, wo er die Funktion eines Rates übernahm. Ein Jahr darauf heiratete er Marguerite Barbe de la Forterie, die neben ihrer adligen Herkunft auch eine bedeutende Mitgift in die gemeinsame Ehe einbrachte. Die bereits seit über zwei Jahrzehnten in Frankreich tobenden Religionskriege steuerten seinerzeit auf ihren Höhepunkt zu. Dabei bezog Marillac auf Seiten der streng katholischen Devoten Stellung und engagierte sich in der Liga. Gleichwohl nahm er aber auch immer wieder vermittelnde Positionen ein.
Nachdem Marillac 1594 erstmals mit Heinrich IV. zusammengetroffen war, wirkte er in Paris im Geheimen mit darauf hin, dass dem König die Tore der Hauptstadt geöffnet wurden. Als Anerkennung hierfür wurde er von Heinrich im darauffolgenden Jahr zum maître des requêtes (Requetenmeister) ernannt. Im Jahre 1600 verstarb Marguerite Barbe de la Forterie, die Marillac vier Kinder geschenkt hatte. Marillac heiratete 1601 daher Marie de Saint-Germain. Nicht zuletzt dank seines Halbbruders Louis erlangte Marillac bald auch die Gunst Maria von Médicis. Auf Betreiben der Königinmutter wurde er 1612 zum Staatsrat ernannt. Ab 1624 bekleidete Marillac die Funktion des Oberintendanten der Finanzen. Als solcher versuchte er, der sachfremden Verwendung von königlichen Finanzmitteln entgegenzuwirken. 1626 stieg Marillac, der inzwischen auch vom Ersten Minister Richelieu protegiert wurde, zum Siegelbewahrer auf. In dieser Funktion stand er 1626/27 einer Notabelnversammlung vor, die Lösungen für verbreitete Missstände im Königreich erarbeiten sollte. Auf Basis der Beschlüsse dieser Versammlung bereitete Marillac eine grundlegende Reform des Ancien Régime vor. Das so entstandene Gesetzeswerk wurde in Anlehnung an seinen Schöpfer „Code Michau“ genannt und markierte den Höhepunkt von Marillacs politischem Schaffen.

## Machtverlust und Tod
Das Reformwerk Marillacs fiel jedoch bald einer maßgeblich von Richelieu vorangetrieben Kursänderung in der Politik des Ancien Régime zum Opfer. Ähnliches kann über Marillac selbst gesagt werden, zumal dieser sich Ende der 1620er Jahre gegen Pläne des Ersten Ministers wandte, im Kontext des Mantuanischen Erbfolgekrieges militärisch in die oberitalienischen Verhältnisse einzugreifen. Besiegelt wurde das politische Schicksal Marillacs 1630 in Zusammenhang mit der journée des dupes. In dem Machtkampf zwischen Richelieu und der Königinmutter, den Ludwig XIII. zugunsten seines Ersten Ministers entschied, sah letzterer Marillac als zentralen Widersacher. Marillac wurde daher entmachtet und anschließend zunächst nach Caen und Lisieux, später dann nach Châteaudun gebracht. Während er sich hier zuerst hatte frei bewegen dürfen, veranlasste der Ausbruch der Königinmutter aus dem Schloss von Compiègne Richelieu zur Einsperrung Marillacs. In Châteaudun starb Marillac, während er an einer Übersetzung des biblischen Buches Hiob arbeitete.

## Code Michau
Neben mehreren Schriften hinterließ Marillac als sein wichtigstes Werk den Code Michau. Die 430 Artikel dieser Gesetzessammlung betrafen dabei sämtliche Aspekte des staatlichen Handelns. Eine vollständige Umsetzung des Code Michau scheiterte jedoch an der erwähnten Schwerpunktverlagerung der französischen Politik. Insbesondere das Parlament von Paris leistete auf Einwirkung Richelieus massiven Widerstand, indem es sich weigerte, die Ordonnanz, in die das Gesetzeswerk gefasst wurde, zu registrieren. Erst durch einen lit de justice in Anwesenheit des Königs konnte das Parlament zum Einlenken gebracht werden.  Gleichwohl gelangte in der Folge nur ein kleiner Teil der Regelungen des Code Michau zur Anwendung. Eine Gesetzessammlung dieses Formats hat es in der Geschichte des Ancien Régime danach nicht mehr gegeben. Mit dem Tod Marillacs verschwand denn auch der letzte Politiker, der eine ernsthafte Alternative zur Politik Richelieus hätte aufzeigen können.

## Belege
1. ↑  Donald A. Bailey, The family and early career of Michel de Marillac (1560-1632), in: Mack P. Holt (Hg.), Society and institutions in early modern France, Athens u. a. 1991, S. 170–189.
2. ↑  Donald A. Bailey, Power and piety: The religiosity of Michel de Marillac, in: Canadian Journal of History 42,1 (2007), S. 1–24.
3. ↑  Lefèvre, Nicolas (sieur de Lezeau), La vie de Michel de Marillac (1560-1632), garde des sceaux de France sous Louis XIII, transcribed and edited by Donald A. Bailey, Laval 2007.
4. ↑  Caroline Maillet-Rao, La pensée politique des dévots Mathieu de Morgues and Michel de Marillac. Une opposition au ministériat du cardinal de Richelieu, Paris 2015.
5. ↑  Yves-Marie Bercé, „Marillac (Michel de)“, in: François Bluche, Dictionnaire du grand siècle, Paris 2005, S. 975f., hier 976.
6. ↑  Abel Poitrineau, „Code Michau“, in: François Bluche (Hg.), Dictionnaire du Grand Siècle, Paris 2005, S. 340.

| Personendaten    | Personendaten                                            |
| ---------------- | -------------------------------------------------------- |
| NAME             | Marillac, Michel de                                      |
| KURZBESCHREIBUNG | französischer Staatsmann im Frankreich des Ancien Régime |
| GEBURTSDATUM     | 28. August 1560                                          |
| GEBURTSORT       | Paris                                                    |
| STERBEDATUM      | 7. August 1632                                           |
| STERBEORT        | Châteaudun                                               |